# Bình Ân
Bình Ân là một xã thuộc huyện Gò Công Đông, tỉnh Tiền Giang, Việt Nam.

## Địa lý
Xã Bình Ân có vị trí địa lý:
- Phía đông giáp xã Tân Điền
- Phía tây giáp xã Bình Nghị và thành phố Gò Công
- Phía nam giáp xã Bình Nghị và xã Tăng Hòa
- Phía bắc giáp xã Kiểng Phước và xã Tân Đông.

Xã Bình Ân có diện tích 13,78 km², dân số năm 1999 là 9.628 người, mật độ dân số đạt 699 người/km².

## Hành chính
Xã Bình Ân được chia thành 5 ấp: Gò Me, Xóm Đen, Chợ Bến, Kinh Trên, Kinh Dưới.

## Lịch sử
Sau năm 1975, Bình Ân là một xã thuộc huyện Gò Công cũ.
Ngày 13 tháng 4 năm 1979, Hội đồng Chính phủ ban hành Quyết định số 155-CP. Theo đó, chia huyện Gò Công thành hai huyện Gò Công Đông và Gò Công Tây, xã Bình Ân thuộc huyện Gò Công Đông như hiện nay.

## Danh nhân
- Trương Mỹ Hoa, nguyên Phó Chủ tịch nước Cộng hòa Xã hội chủ nghĩa Việt Nam
- Nhà thơ Hoàng Tố Nguyên cũng xuất thân từ xã. Ông nổi tiếng với bài thơ Gò Me sáng tác năm 1957 về tuổi thơ quê nhà mình.[4]

"Quê tôi đó: Mặt trông ra bể
Đốm hải đăng tắt, lóe đêm đêm..."